# Reinhard Kienast
Reinhard Kienast (Bécs, 1959. szeptember 2. –) válogatott osztrák labdarúgó, középpályás, edző.

## Pályafutása

### Klubcsapatban
1978 és 1992 között a Rapid Wien labdarúgója volt. A Rapiddal négy-négy bajnoki címet és osztrákkupa-győzelmet ért el. Tagja volt az 1984–85-ös idényben KEK-döntős csapatnak. 1992–93-ban a Favoritner AC csapatában fejezte az aktív labdarúgást.

### A válogatottban
1983 és 1987 között 13 alkalommal szerepelt az osztrák válogatottban és három gólt szerzett.

### Edzőként
1992–93-ban a Favoritner AC, 1993–94-ben a Rapid Wien, 2001–02-ben az 1. Simmeringer SC, 2002 és 2004 között a PSV Team für Wien csapatánál dolgozott segédedzőként.

## Sikerei, díjai
Rapid Wien
- Osztrák bajnokság
  - bajnok (4): 1981–82, 1982–83, 1986–87, 1987–88
- Osztrák kupa
  - győztes (4): 1983, 1984, 1985, 1987
- Kupagyőztesek Európa-kupája (KEK)
  - döntős: 1984–85